# Manneville-la-Pipard
Manneville-la-Pipard és un municipi francès situat al departament de Calvados i a la regió de Normandia. L'any 2007 tenia 318 habitants.

## Demografia

### Població
El 2007 la població de fet de Manneville-la-Pipard era de 318 persones. Hi havia 128 famílies de les quals 20 eren unipersonals (8 homes vivint sols i 12 dones vivint soles), 52 parelles sense fills, 40 parelles amb fills i 16 famílies monoparentals amb fills.
La població ha evolucionat segons el següent gràfic:
Habitants censats

### Habitatges
El 2007 hi havia 193 habitatges, 125 eren l'habitatge principal de la família, 53 eren segones residències i 14 estaven desocupats. 186 eren cases i 6 eren apartaments. Dels 125 habitatges principals, 107 estaven ocupats pels seus propietaris, 14 estaven llogats i ocupats pels llogaters i 4 estaven cedits a títol gratuït; 2 tenien dues cambres, 18 en tenien tres, 34 en tenien quatre i 71 en tenien cinc o més. 115 habitatges disposaven pel capbaix d'una plaça de pàrquing. A 55 habitatges hi havia un automòbil i a 68 n'hi havia dos o més.

### Piràmide de població
La piràmide de població per edats i sexe el 2009 era:
| Homes | Edats   | Dones |
| ----- | ------- | ----- |
| 0     | 95 o +  | 0     |
| 0     | 90 a 94 | 0     |
| 0     | 85 a 89 | 0     |
| 4     | 80 a 84 | 4     |
| 8     | 75 a 79 | 0     |
| 8     | 70 a 74 | 4     |
| 8     | 65 a 69 | 8     |
| 8     | 60 a 64 | 12    |
| 8     | 55 a 59 | 4     |
| 4     | 50 a 54 | 8     |
| 32    | 45 a 49 | 28    |
| 12    | 40 a 44 | 16    |
| 0     | 35 a 39 | 8     |
| 20    | 30 a 34 | 12    |
| 4     | 25 a 29 | 12    |
| 12    | 20 a 24 | 0     |
| 16    | 15 a 19 | 20    |
| 20    | 10 a 14 | 16    |
| 8     | 5 a 9   | 20    |
| 12    | 0 a 4   | 12    |

## Economia
El 2007 la població en edat de treballar era de 209 persones, 152 eren actives i 57 eren inactives. De les 152 persones actives 144 estaven ocupades (81 homes i 63 dones) i 8 estaven aturades (8 dones i 8 dones). De les 57 persones inactives 21 estaven jubilades, 14 estaven estudiant i 22 estaven classificades com a «altres inactius».

### Ingressos
El 2009 a Manneville-la-Pipard hi havia 133 unitats fiscals que integraven 325 persones, la mediana anual d'ingressos fiscals per persona era de 20.861 €.

### Activitats econòmiques
Dels 13 establiments que hi havia el 2007, 1 era d'una empresa de fabricació d'altres productes industrials, 6 d'empreses de construcció, 3 d'empreses de comerç i reparació d'automòbils, 1 d'una empresa d'hostatgeria i restauració, 1 d'una empresa de serveis i 1 d'una entitat de l'administració pública.
Dels 7 establiments de servei als particulars que hi havia el 2009, 1 era un taller de reparació d'automòbils i de material agrícola, 1 paleta, 1 fusteria, 3 lampisteries i 1 restaurant.
L'únic establiment comercial que hi havia el 2009 era una botiga d'equipament de la llar.
L'any 2000 a Manneville-la-Pipard hi havia 7 explotacions agrícoles.

## Poblacions més properes
El següent diagrama mostra les poblacions més properes.